# Nové Heřminovy
Nové Heřminovy (niem. Neu Erbersdorf) – gmina w Czechach, w powiecie Bruntál, w kraju morawsko-śląskim. Według danych z dnia 1 stycznia 2012 liczyła 280 mieszkańców.
W latach 1979–1991 stanowiła część miasta Bruntál.
W miejscowości jest przystanek kolejowy Nové Heřminovy.